# Paroisse de Catahoula
La paroisse de Catahoula (anglais : Catahoula Parish) a été créée par scission des paroisses d’Ouachita et des Rapides en 1808.
La paroisse a une superficie de 1 823 km2 de terre émergée et 93 km2 d’eau.
Elle est enclavée entre la paroisse de Caldwell au nord-ouest, la paroisse de Franklin au nord, la paroisse des Tensas au nord-est, la paroisse de Concordia à l’est, la paroisse des Avoyelles au sud et la paroisse de La Salle à l’ouest.
Trois autoroutes quadrillent la paroisse : l’autoroute fédérale (U.S. Highway) no 84 et les autoroutes de Louisiane (Louisiana Highway) no 8 et 15.

## Démographie
Lors du recensement de 2000, les 10 920 habitants de la paroisse se divisaient en 73,60 % de « Blancs », 23,98 % de « Noirs » et d’Afro-Américains, 0,31 % d’Amérindiens, 0,64 % d’Asiatiques, 0,03 % de Polynésiens et de Mélanésiens, ainsi que 0,41 % de non-répertoriés ci-dessus et 1,04 % de personnes métissés.
La paroisse comptait 0,97 % qui parle le français ou le français cadien à la maison, soit 99 personnes qui ont plus de cinq ans[réf. nécessaire].
Dans la paroisse, la pyramide des âges (toujours en 2000) était présentée ainsi : 
- 2 817 personnes étaient des mineures (moins de 18 ans) soit 25,80 % ;

- 1 092 personnes étaient des jeunes adultes (de 18 à 24 ans) soit 10,00 % ;

- 2 927 personnes étaient de jeunes forces de travail (de 25 à 44 ans) soit 26,80 % ;

- 2 512 personnes étaient des forces de travail vieillissantes (de 45 à 65 ans) soit 23,00 % ;

- 1 572 personnes étaient des personnes en âge de la retraite (plus de 65 ans) soit 14,40 %.

L’âge moyen des citoyens de la paroisse était donc de 37 ans. De plus, la paroisse compte 5 444 personnes de sexe féminin (soit 49,85 %) et 5 476 personnes de sexe masculin (soit 50,15 %).
Le revenu moyen par personne s’élève à 22 528 $ (en 2006) alors que 28,10 % des habitants vivent sous le seuil de pauvreté (indice fédéral).

La paroisse est divisée en cinq villes et villages : Harrisonburg, Jonesville, Sicily Island, Enterprise et Larto.